# Кинески свемирски програм
Свемирски програм НР Кине обухвата активности у свемиру које спроводи Народна Република Кина. Корени кинеског свемирског програма сежу до 1950-их, када је, уз помоћ новог савезника Совјетског Савеза, Кина је започела развој својих првих балистичких пројектила и ракетних програма као одговор на уочене америчке (а касније и совјетске) претње. Вођена успесима лансирања сателита совјетског Спутњика 1 и америчког Експлорера 1 1957. и 1958. године, Кина ће лансирати свој први сателит Донг Фанг Хонг 1 у априлу 1970. на ракети Дуги марш 1, чиме је постала пета нација која је поставила сателит у орбити.
Кина има један од најактивнијих свемирских програма на свету. Са могућношћу лансирања у свемир коју обезбеђује породица ракета Дуги марш и четири свемирске луке (Ђингуан, Таијуан, Сичанг, Венчанг) унутар своје границе, Кина сваке године изврши или највећи или други највећи број орбиталних лансирања. Она управља сателитском флотом која се састоји од великог броја сателита за комуникацију, навигацију, даљинску детекцију и научно-истраживачке сателите. Обим њених активности се проширио са ниске Земљине орбите на Месец и Марс. Кина је једна од три земље, поред Сједињених Држава и Русије, са независним људским могућностима летења у свемир.
Тренутно, већином свемирских активности које спроводи Кина управљају Кинеска национална свемирска управа (ЦНСА) и Стратешке снаге за подршку Народноослободилачке армије, које управљају астронаутским корпусом и Кинеском мрежом дубоког свемира. Главни програми укључују Кинески свемирски програм са људском посадом, Бејдоу навигациони сателитски систем, кинески програм истраживања Месеца, опсерваторије Гаофен и кинеско планетарно истраживање. Последњих година Кина је спровела неколико мисија, укључујући Чанге 4, Чанге 5, Чанге 6, Тјанвен 1 и свемирску станицу Тјангонг.